# 팽창주의적 내셔널리즘
팽창주의적 내셔널리즘은 국민집단의 영광을 위해 다른 민족이나 국민을 식민지배하거나, 민족통일주의를 실현하려는 사상들을 말한다. 군국주의적 수단을 통해 이전에 소유했던 영토의 확장 또는 회복에 대한 믿음을 형성하면서 "다른" 또는 외국 민족에 초점을 맞춘 격렬한 공포 및 증오와 함께 자율적이고 고조된 민족 의식 및 애국적 감정을 통합하는 공격적인 급진적 형태의 민족주의 또는 민족국가주의(ethnonationalism)이다.

## 예
- 대동아공영권
- 레벤스라움

## 같이 보기
- 게네랄플란 오스트
- 민족통일주의
- 통합국민주의
- 징고이즘
- 레벤스라움
- 나치즘
- 범아프리카주의
- 범아랍주의
- 범아시아주의
- 범독일주의
- 범슬라브주의
- 범튀르크주의
- 수정 시온주의